# Orange Is the New Black
Orange Is the New Black (parfois abrégé OITNB), ou L'orange lui va si bien au Québec, est une série télévisée américaine en 91 épisodes d'environ 60 minutes créée par Jenji Kohan et diffusée entre le 11 juillet 2013 et le 26 juillet 2019 sur Netflix.
Produite par Lionsgate Television, elle est basée sur le livre autobiographique Orange Is the New Black: My Year in a Women's Prison de Piper Kerman.
Au Québec, elle est disponible depuis le 11 juillet 2013 en français canadien sur Netflix Canada. En France, la série est disponible depuis le 15 septembre 2014 sur Netflix France. Dans les autres pays francophones, la série est disponible depuis le 19 septembre 2014 sur leurs services Netflix respectifs.
En France, la série est aussi diffusée à la télévision sur la chaîne Numéro 23/RMC Story depuis le 3 février 2017,, et au Québec sous le titre original depuis le 4 janvier 2017 sur Max.

## Synopsis
Piper Chapman est incarcérée à Litchfield, une prison de sécurité minimale pour quinze mois car elle a transporté une valise d'argent issue du trafic de drogue, dix ans plus tôt, pour son amante d'alors, Alex Vause. Elle tente de se faire à la vie en prison, entre le clanisme, les réseaux et les fortes personnalités des autres détenues.

## Traduction du titre
« Orange » fait référence à la couleur de l'uniforme des nouveaux détenus dans les prisons américaines.
En anglais, l'expression « .. is the new black » est utilisée dans le domaine de l'habillement pour évoquer la dernière couleur tendance ou à la mode.

## Distribution

### Personnages principaux
| Acteur/Actrice      | Personnage                         | Saisons    | Saisons    | Saisons    | Saisons    | Saisons    | Saisons    | Saisons    | Voix belge francophone                                       | Voix québécoise             |
| Acteur/Actrice      | Personnage                         | 1          | 2          | 3          | 4          | 5          | 6          | 7          | Voix belge francophone                                       | Voix québécoise             |
| ------------------- | ---------------------------------- | ---------- | ---------- | ---------- | ---------- | ---------- | ---------- | ---------- | ------------------------------------------------------------ | --------------------------- |
| Taylor Schilling    | Piper Chapman                      | Principale | Principale | Principale | Principale | Principale | Principale | Principale | Maia Baran                                                   | Mélanie Laberge             |
| Kate Mulgrew        | Galina « Red » Reznikov            | Principale | Principale | Principale | Principale | Principale | Principale | Principale | Bernadette Mouzon                                            | Claudine Chatel             |
| Laura Prepon        | Alex Vause                         | Principale | Récurrente | Principale | Principale | Principale | Principale | Principale | Nathalie Stas                                                | Pascale Montreuil           |
| Michelle Hurst      | Miss Claudette Pelage              | Principale |            |            |            |            |            |            | Nathalie Hons                                                | Élise Bertrand              |
| Jason Biggs         | Larry Bloom                        | Principal  | Principal  |            |            | Invité     |            | Récurrent  | Maxime Donnay                                                | Hugolin Chevrette-Landesque |
| Michael J. Harney   | Conseiller Sam Healy               | Principal  | Principal  | Principal  | Principal  |            | Invité     | Invité     | Robert Guilmard                                              | Jean-Luc Montminy           |
| Uzo Aduba           | Suzanne « La Folle Dingue » Warren | Récurrente | Principale | Principale | Principale | Principale | Principale | Principale | Cécile Florin                                                | Johanne Léveillé            |
| Danielle Brooks     | Tasha « Taystee » Jefferson        | Récurrente | Principale | Principale | Principale | Principale | Principale | Principale | Valérie Lemaître                                             | Isabelle Leyrolles          |
| Natasha Lyonne      | Nicky Nichols                      | Récurrente | Principale | Récurrente | Principale | Principale | Principale | Principale | Delphine Moriau                                              | Annie Girard                |
| Taryn Manning       | Tiffany « Pennsatucky » Doggett    | Récurrente | Principale | Principale | Principale | Principale | Principale | Principale | Nancy Philippot                                              | Ariane-Li Simard-Côté       |
| Selenis Leyva       | Gloria Mendoza                     | Récurrente | Récurrente | Principale | Principale | Principale | Principale | Principale | Stéphane Excoffier (saisons 1 à 6) Laurette Goose (saison 7) | Véronique Marchand          |
| Adrienne C. Moore   | Cindy « Black Cindy » Hayes        | Récurrente | Récurrente | Principale | Principale | Principale | Principale | Principale | Monia Douieb                                                 | Linda Roy                   |
| Dascha Polanco      | Dayanara « Daya » Diaz             | Récurrente | Récurrente | Principale | Principale | Principale | Principale | Principale | Célia Torrens                                                | Camille Cyr-Desmarais       |
| Nick Sandow         | Joseph « Joe » Caputo              | Récurrent  | Récurrent  | Principal  | Principal  | Principal  | Principal  | Principal  | David Manet                                                  | Sébastien Dhavernas         |
| Yael Stone          | Lorna Morello-Muccio               | Récurrente | Récurrente | Principale | Principale | Principale | Principale | Principale | Claire Tefnin                                                | Eloisa Cervantes            |
| Samira Wiley        | Poussey Washington                 | Récurrente | Récurrente | Principale | Principale | Invitée    |            | Invitée    | Jennifer Baré                                                | Kim Jalabert                |
| Jackie Cruz         | Marisol « Flaca » Gonzalez         | Récurrente | Récurrente | Récurrente | Principale | Principale | Principale | Principale | Marcha Van Boven                                             | Catherine Brunet            |
| Lea DeLaria         | Carrie « Big Boo » Black           | Récurrente | Récurrente | Récurrente | Principale | Principale | Invitée    | Invitée    | Carole Baillien                                              | Johanne Garneau             |
| Elizabeth Rodriguez | Aleida Diaz                        | Récurrente | Récurrente | Récurrente | Principale | Principale | Principale | Principale | Véronique Biefnot                                            | Catherine Hamann            |
| Jessica Pimentel    | Maria Ruiz                         | Récurrente | Récurrente | Récurrente | Récurrente | Principale | Principale | Principale | Micheline Tziamalis                                          | Hélène Mondoux              |
| Laura Gómez         | Blanca Flores                      | Récurrente | Récurrente | Récurrente | Récurrente | Récurrente | Principale | Principale | Hélène Van Dyck                                              | Élise Bertrand              |
| Matt Peters (en)    | Joel Luschek                       | Récurrent  | Récurrent  | Récurrent  | Récurrent  | Récurrent  | Principal  | Principal  | Karim Barras                                                 | Patrick Baby                |
| Dale Soules         | Frieda Berlin                      |            | Récurrente | Récurrente | Récurrente | Récurrente | Principale | Principale | Nathalie Hons                                                | Flora Balzano               |
| Alysia Reiner       | Natalie « Fig » Figueroa           | Récurrente | Récurrente | Récurrente | Invitée    | Récurrente | Récurrente | Principale | Colette Sodoyez                                              | Marie-Andrée Corneille      |

Photos des actrices principales
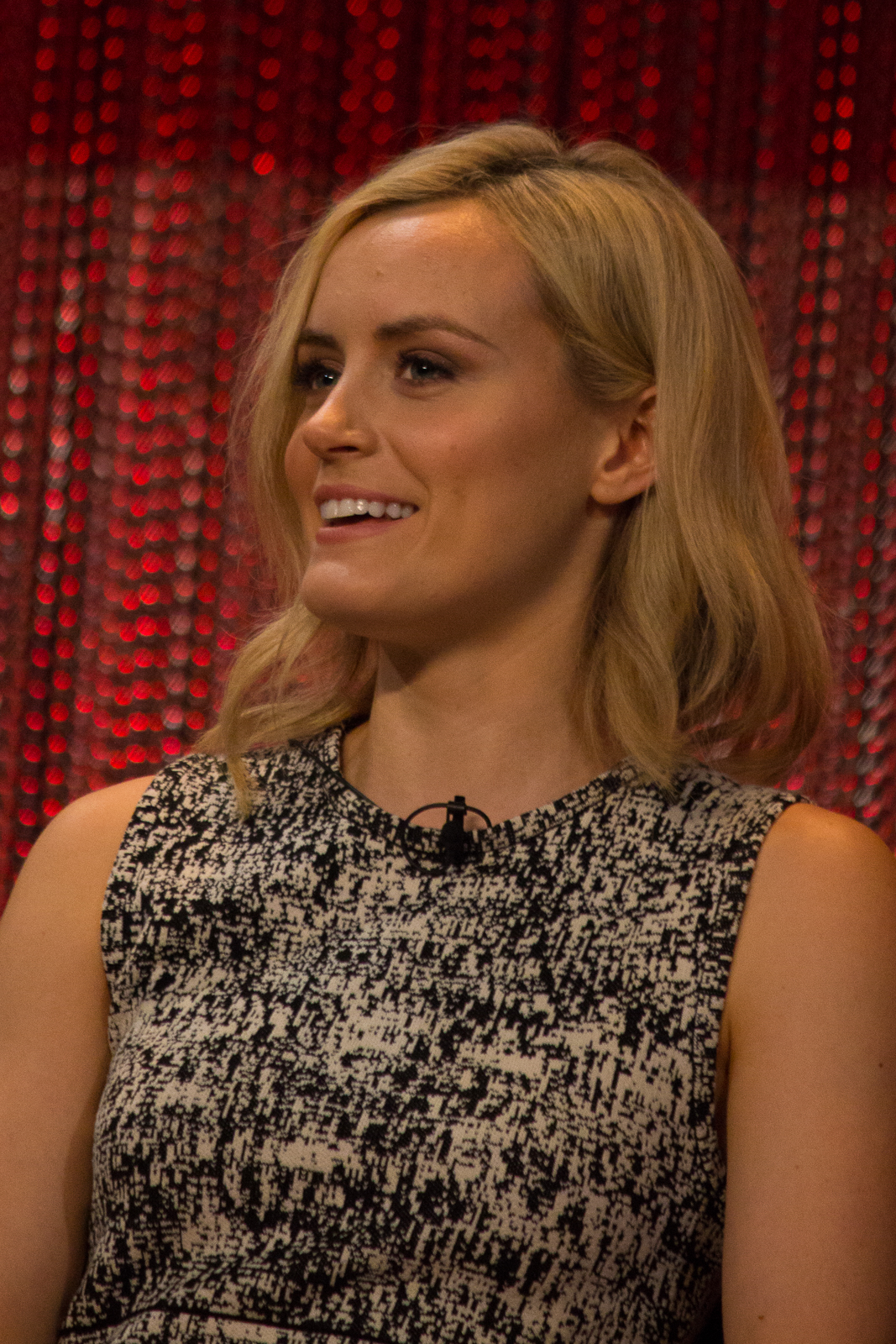
Taylor Schilling dans le rôle de Piper Elizabeth Chapman
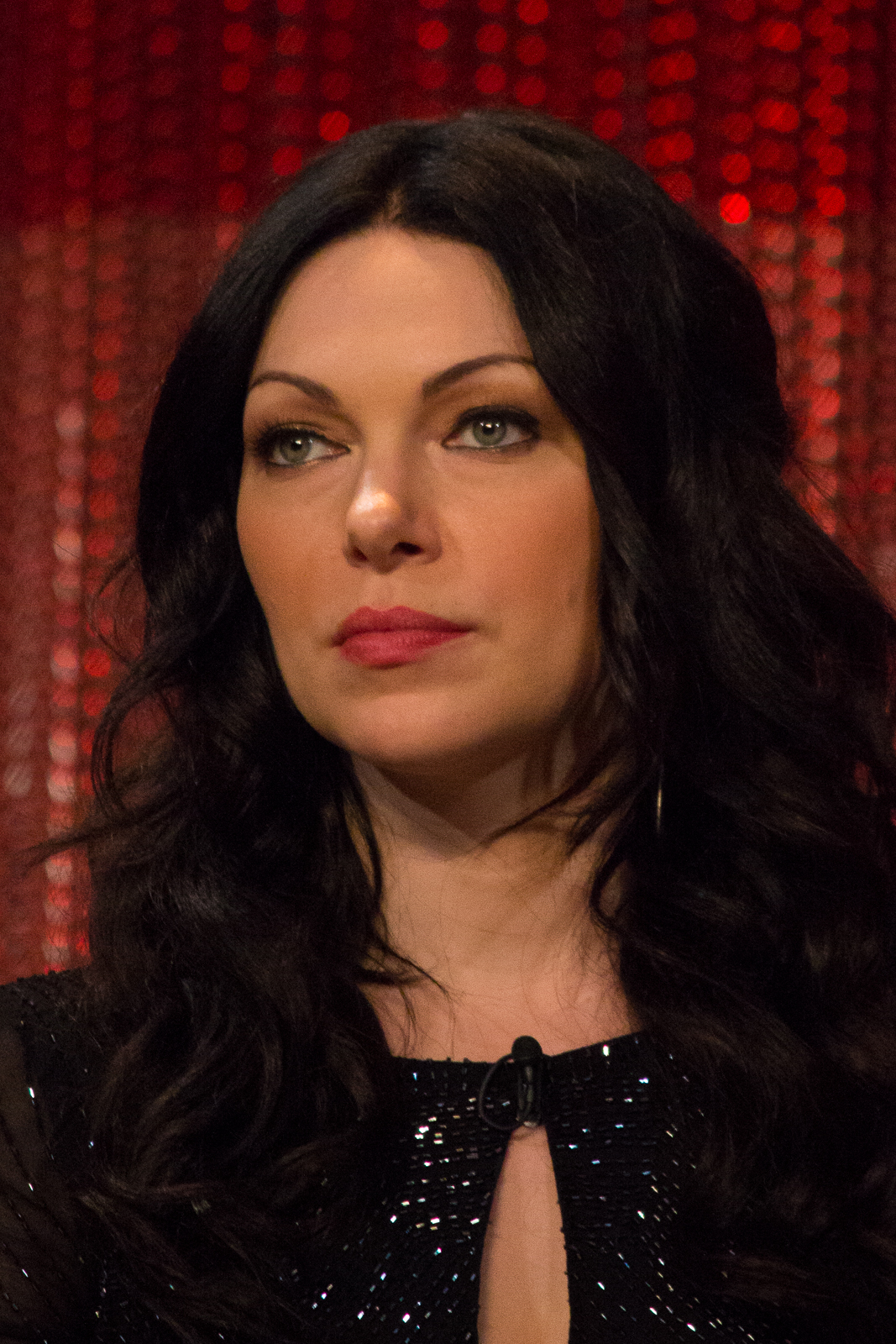
Laura Prepon dans le rôle de Alex Vause
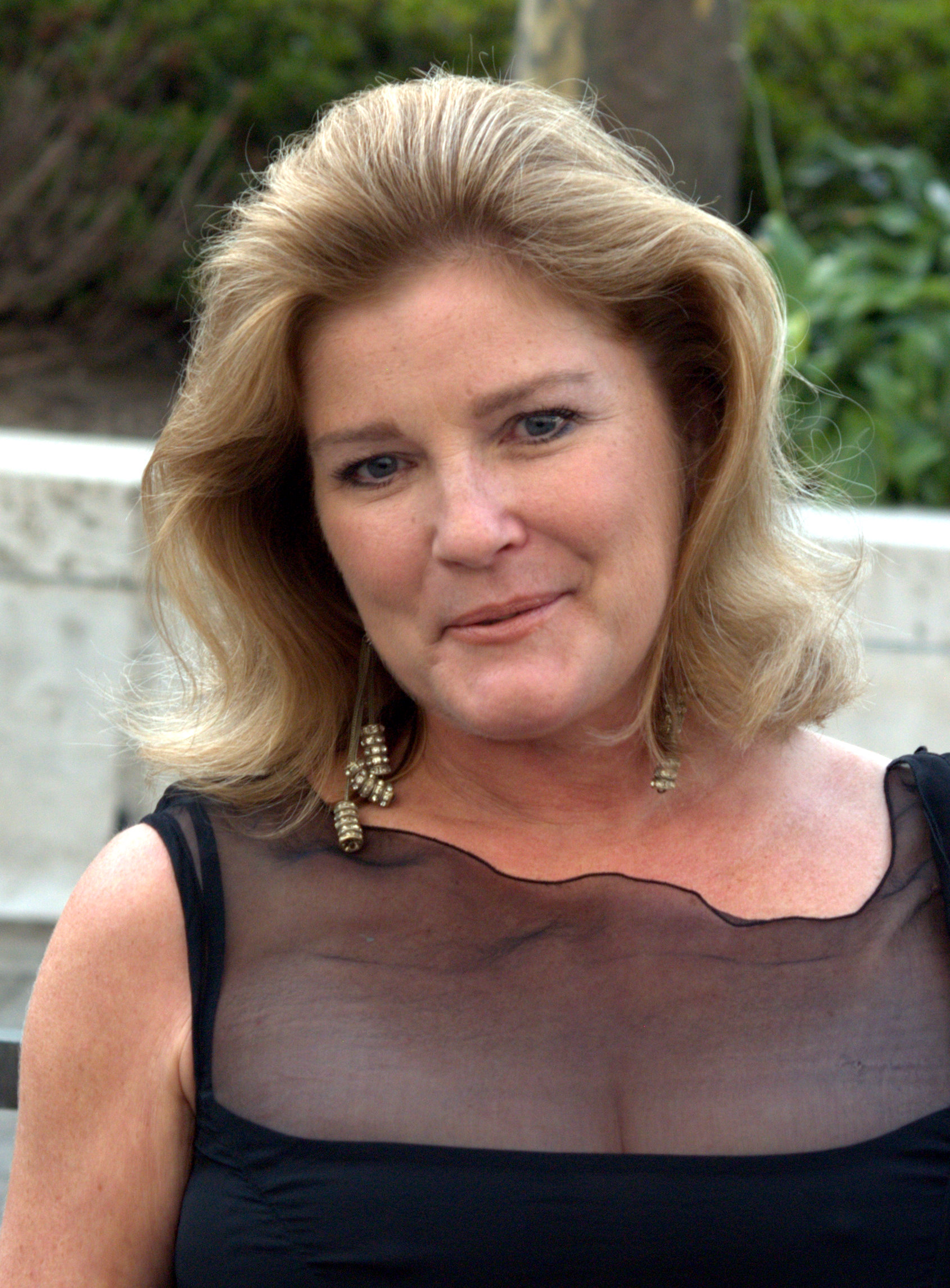
Kate Mulgrew dans le rôle de Galina « Red » Reznikov
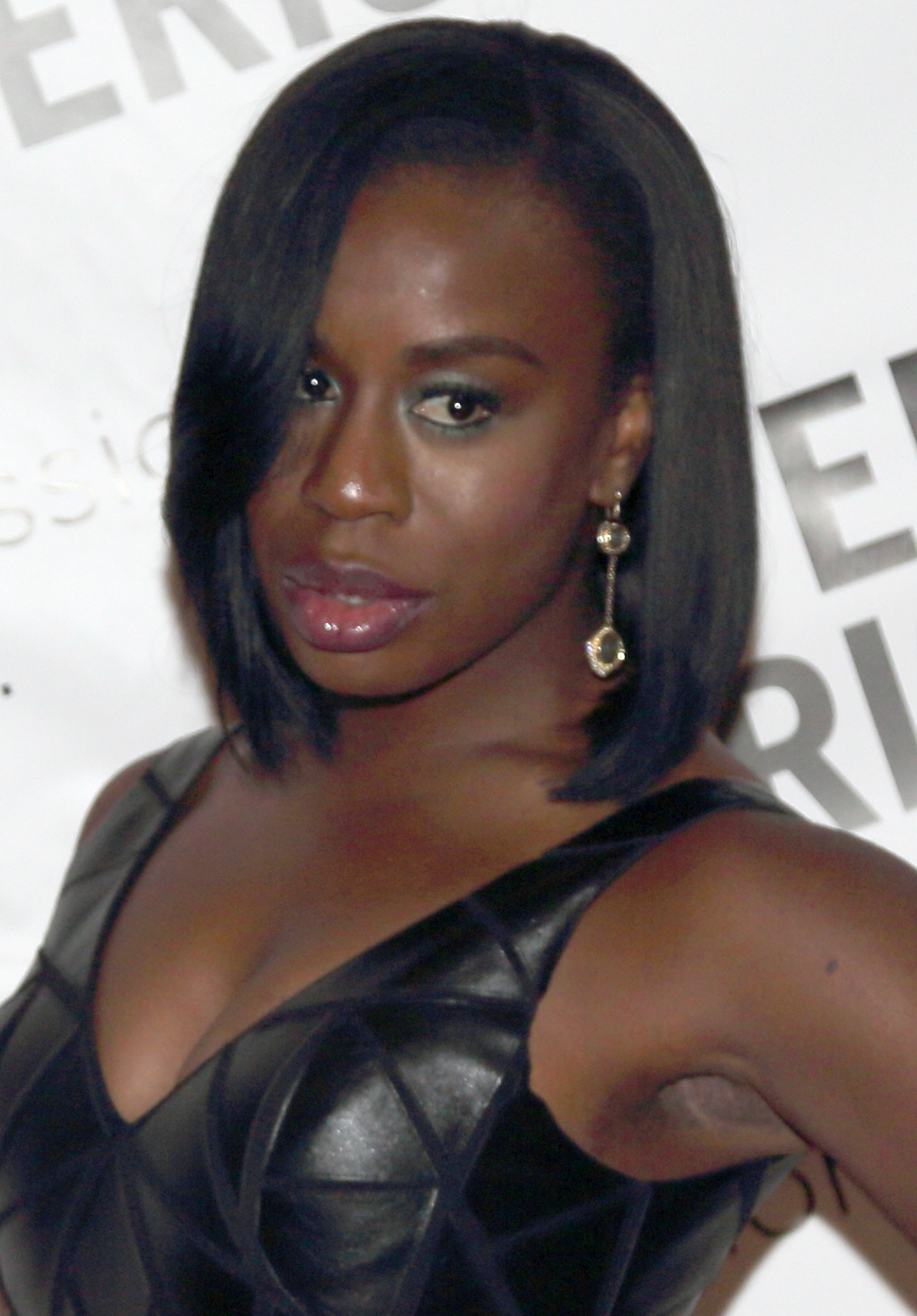
Uzo Aduba dans le rôle de Suzanne « La folle dingue » (« Crazy Eyes ») Warren
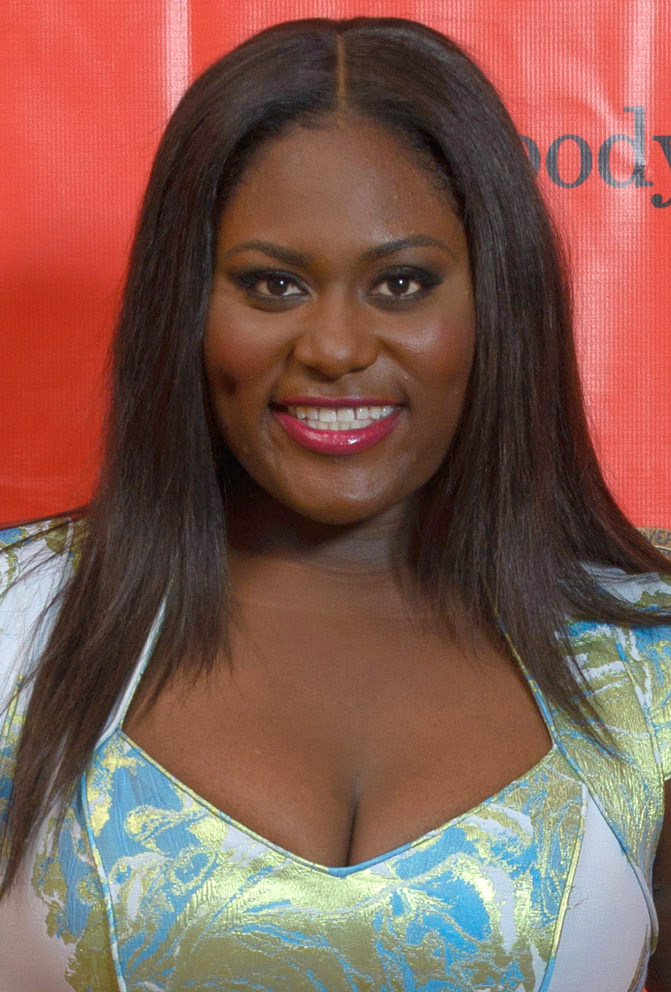
Danielle Brooks dans le rôle de Tasha « Taystee » Jefferson
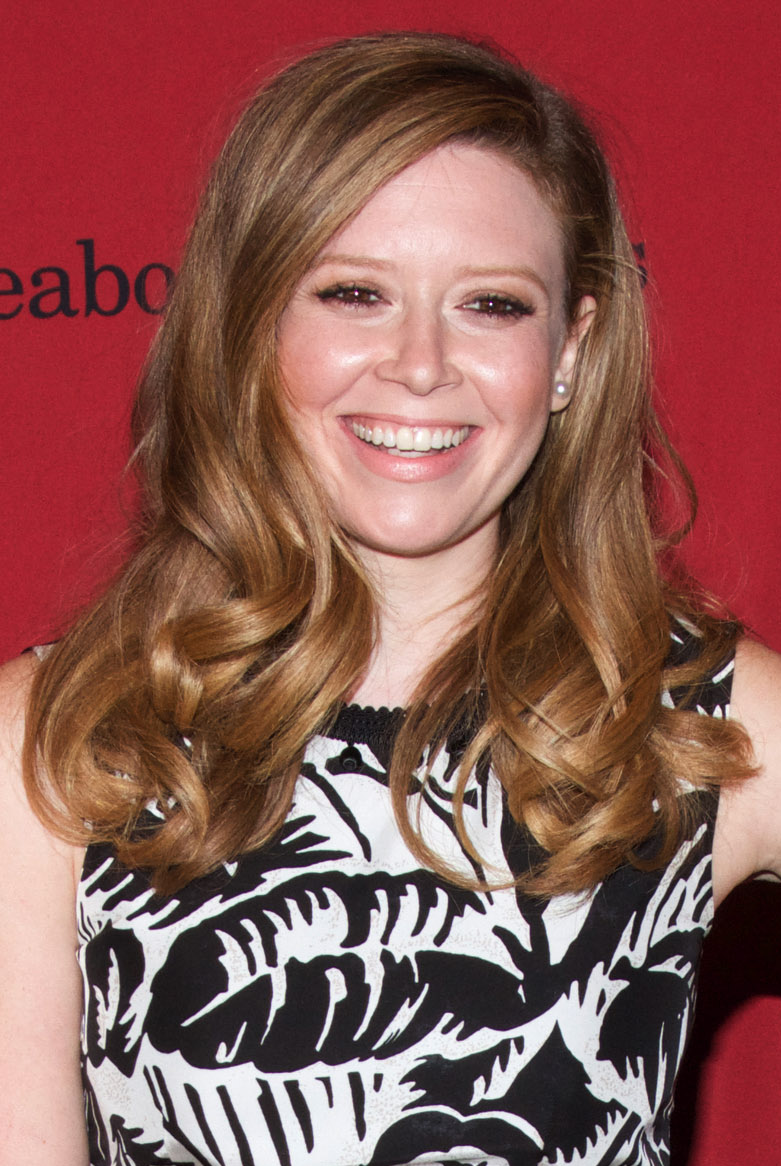
Natasha Lyonne dans le rôle de Nicolette « Nicky » Nichols
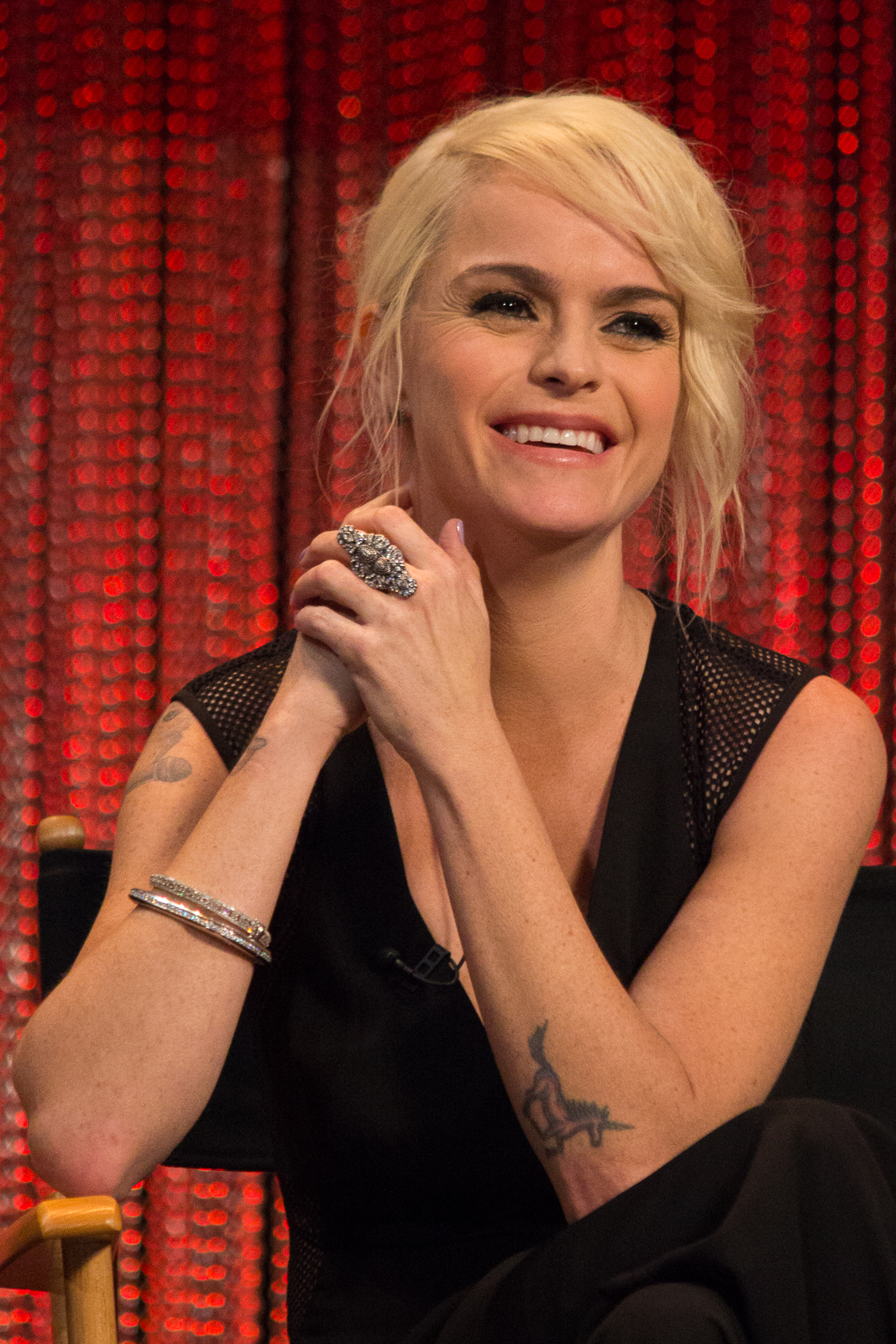
Taryn Manning dans le rôle de Tiffany « Pennsatucky » Doggett
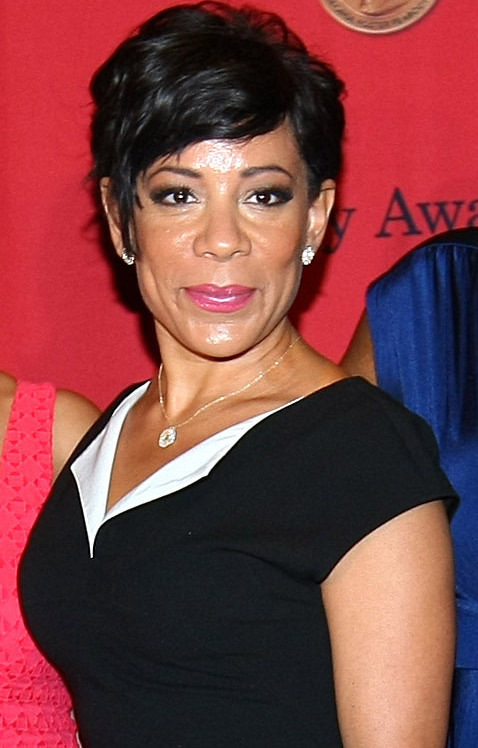
Selenis Leyva dans le rôle de Gloria Mendoza
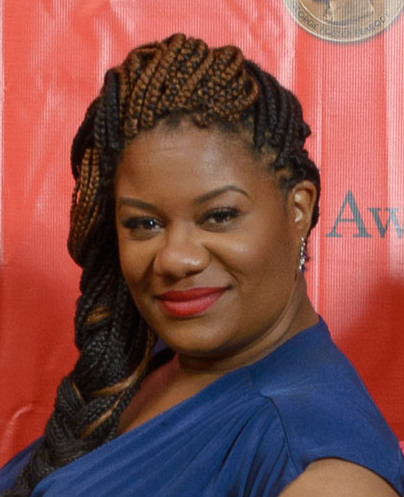
Adrienne C. Moore dans le rôle de Black Cindy
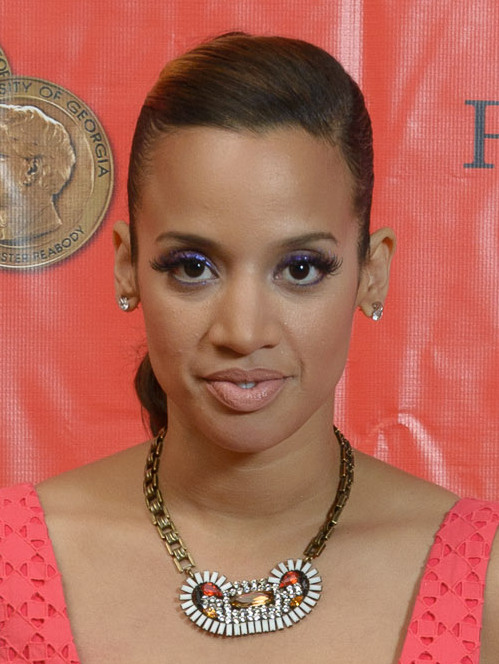
Dascha Polanco dans le rôle de Dayanara « Daya » Diaz
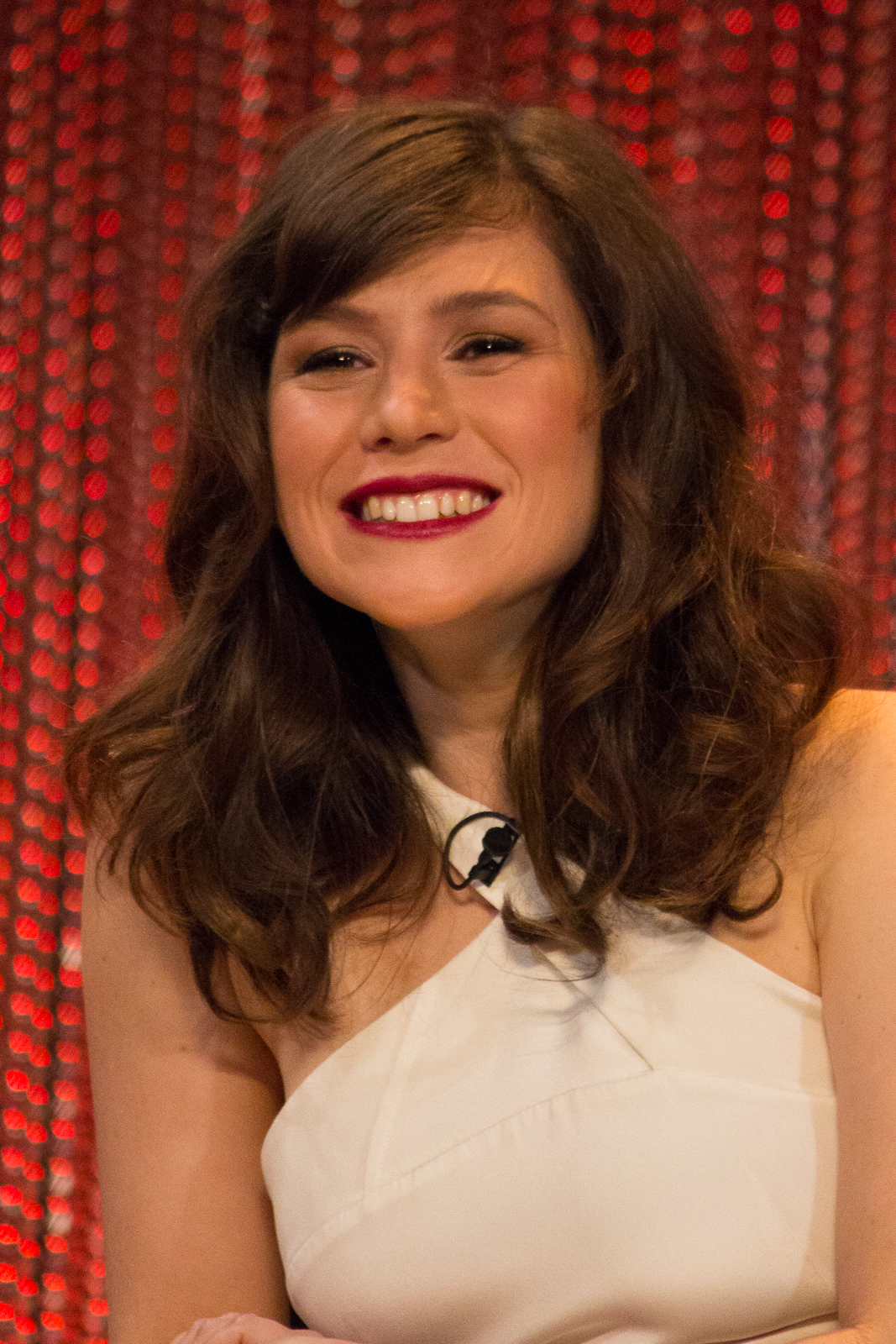
Yael Stone dans le rôle de Lorna Morello-Muccio
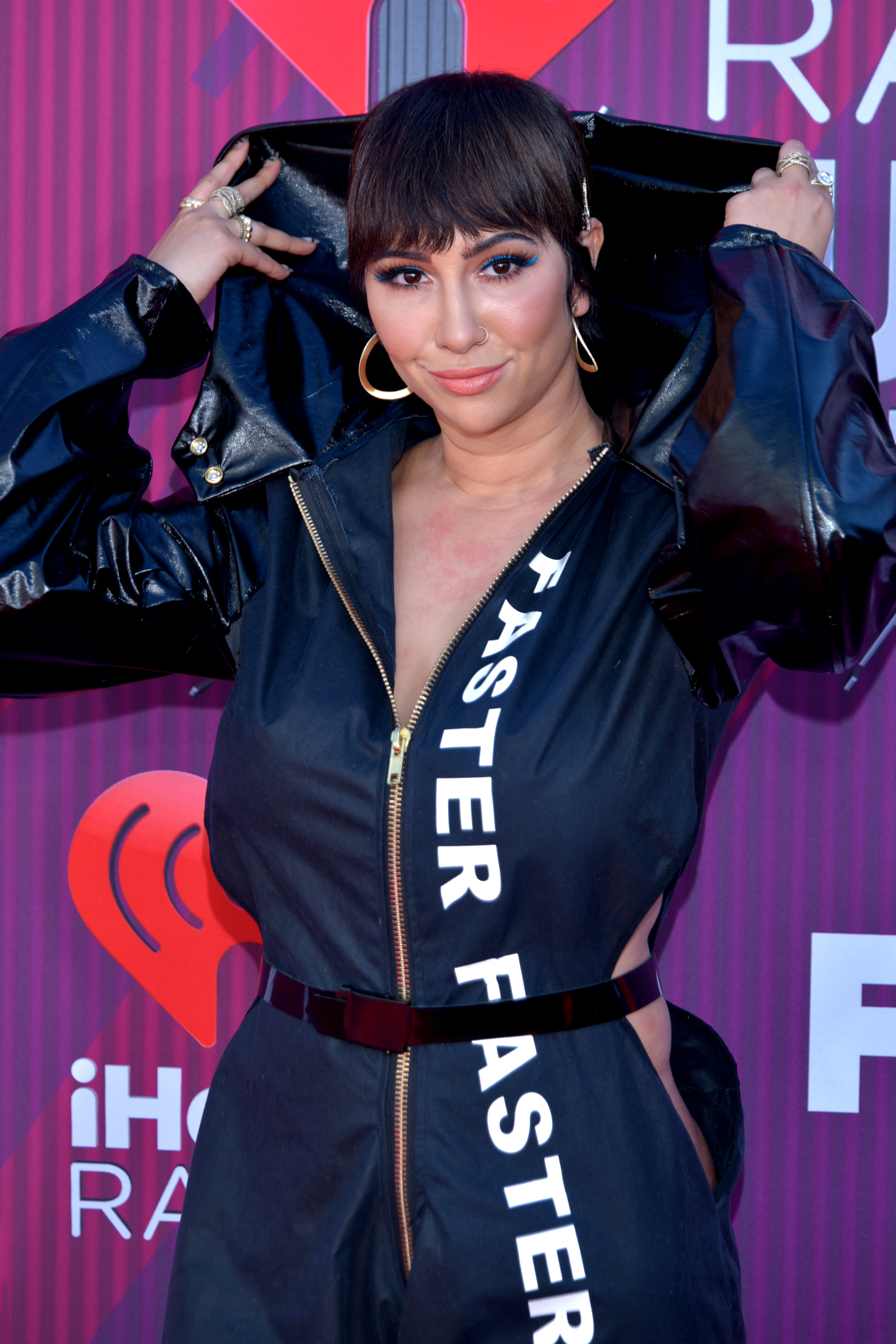
Jackie Cruz dans le rôle de Flaca.
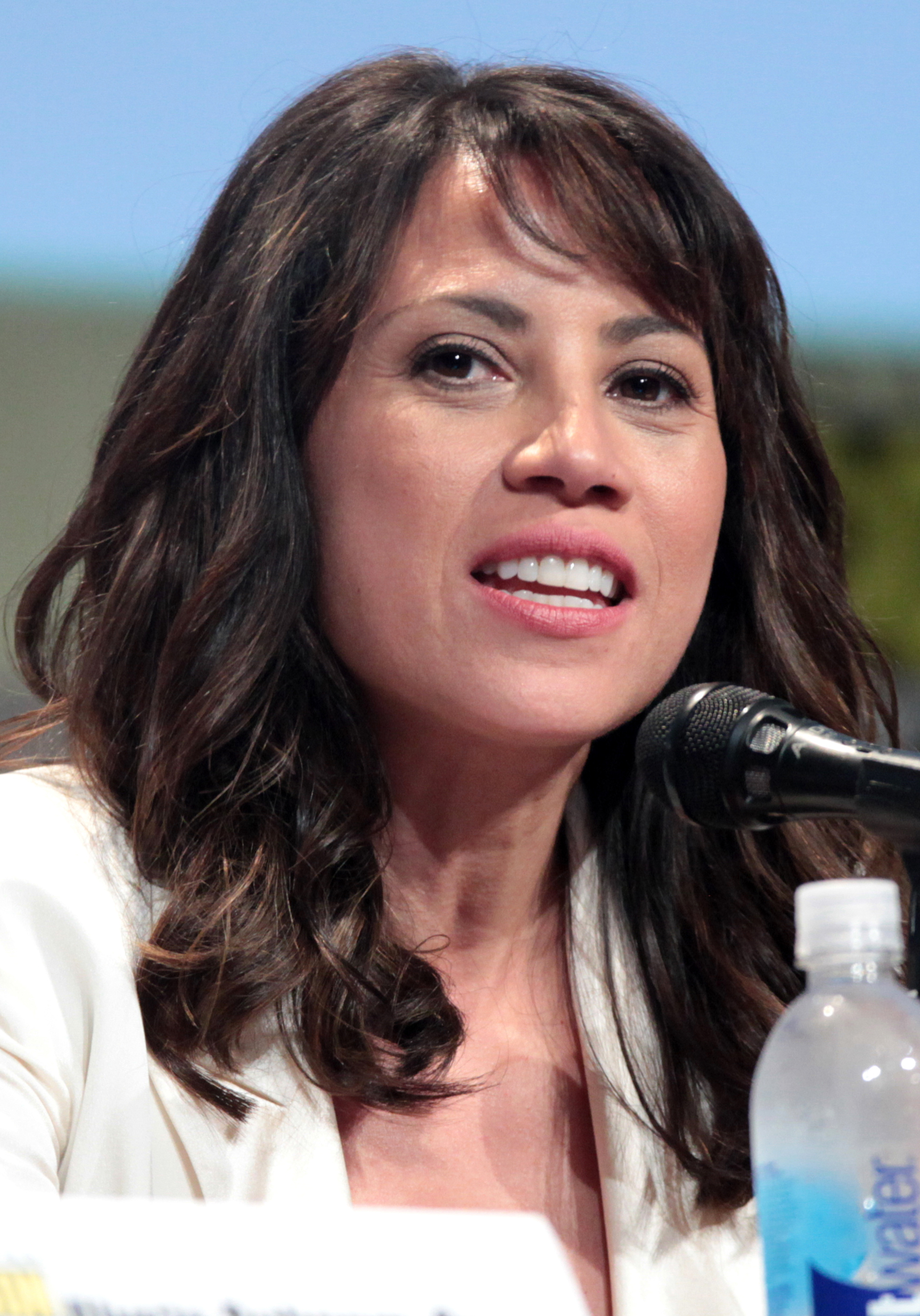
Elizabeth Rodriguez dans le rôle d'Aleida Diaz
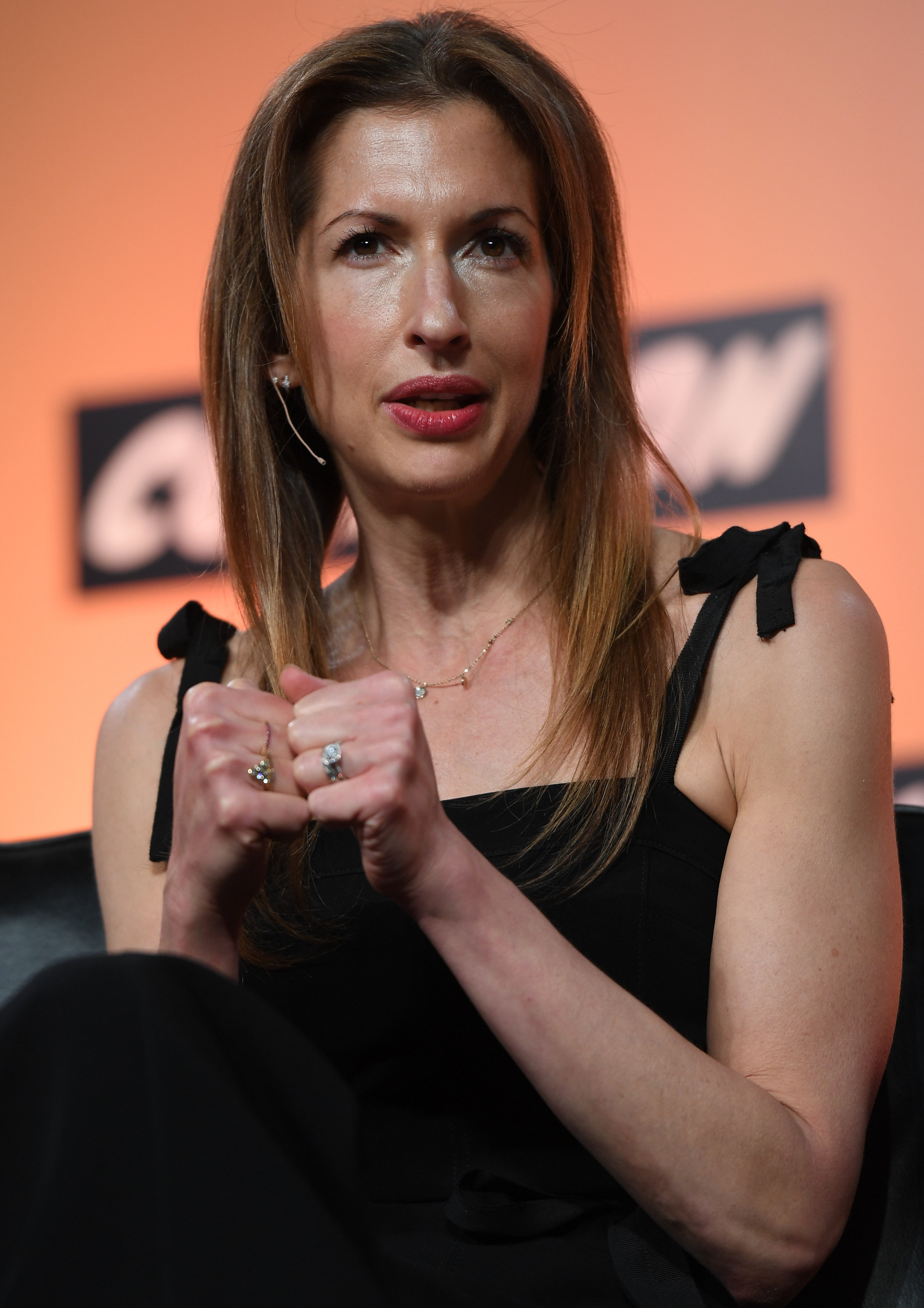
Alysia Reiner dans le rôle de Figueroa.

### Personnages récurrents
Source et légende :
Version française (VF) sur Allodoublage, DSD Doublage et Version québécoise (VQ) sur Doublage Québec

## Fiche technique
- Titre original et français : Orange Is the New Black
- Titre québécois : L'orange lui va si bien
- Création : Jenji Kohan
- Réalisation : Andrew McCarthy, Constantine Makris, Phil Abraham, Adam Bernstein, Erin Feeley et Matthew Weiner
- Scénario : Carly Mensch, Jenji Kohan, Lauren Morelli, Nick Jones, Sara Hess, Alex Regnery et Tara Herrmann, D'après l'œuvre de Piper Kerman
- Casting : Stephanie DeCourcey et Jennifer Euston
- Direction artistique : Michael Shaw et Malchus Janocko
- Décors : Lisa Scoppa, Chryss Hionis, Kara Zeigon et Amanda Carroll
- Costumes : Jennifer Rogien et Joshua Marsh
- Effets spéciaux : Doug Coleman
- Photographie : JoJo Whilden, Oliver Cary, Jessica Miglio et Ernesto Lomeli
- Son : John Peccatiello, Paul Pouthier, Timothy R. Boyce Jr. et Joe White
- Montage : Bill Turro, Shannon Mitchell, Michael Stern, Amy M. Fleming et Tim Boettcher
- Musique : Scott Doherty, Gwendolyn Sanford et Brandon Jay
- Production : Neri Kyle Tannenbaum, Jim Danger Gray
  - Producteur délégué : Tara Herrmann, Sara Hess et Lisa Vinnecour
- Sociétés de production : Lionsgate Television
- Société(s) de distribution (télévision) :
  - Netflix (Monde)
  - Sony Entertainment Television (Royaume-Uni)
  - Studiocanal (Allemagne)
  - Lionsgate Home Entertainment (en) (DVD)
- Budget : 3,8 millions de dollars[11],[12]
- Pays d'origine :  États-Unis
- Langue originale : anglais
- Format : couleur — 35 mm — 1,78:1 (1080p et 4k) — son Dolby Digital Plus 5.1
- Genre : Comédie dramatique
- Durée : 59 minutes environ
- Lieux de tournage : New York (États-Unis): Hôpital psychiatrique de Rockland(saison 1 à 5)[13] prison Arthur Kill, Staten Island (saison 6 et 7)[14]

Version française
- Société de doublage : Agent Double (Saisons 1 et 2) puis Sonic Film (Saison 3) puis Deluxe Media Paris.
- Direction artistique : Jennifer Legros (Saisons 1 & 2) puis Jennifer Baré (Saison 3)
- Adaptation :
  - Isabelle Legros, Vincent Bonneau, Daniel Danglard et Isabelle Frances (Saisons 1 & 2), Sylvie Abou (Saison 2)
  - Laurence Crouzet, Yannick Ladroyes et Daniel Danglard (Saison 3)

 Sauf indication contraire, les informations mentionnées dans cette section peuvent être confirmées par la base de données cinématographiques IMDb,  présente dans la section « Liens externes ».

## Attribution des rôles
La distribution des rôles a débuté en août 2012 avec Taylor Schilling dans le rôle de Piper Chapman, même si dans un premier temps, Katie Holmes était pressentie pour le rôle mais son agenda ne le lui a pas permis. Jason Biggs fut le second acteur à rejoindre la série, dans le rôle de Larry Bloom, le fiancé de Piper Chapman.
Laura Prepon avait au départ passé les auditions pour le rôle de Piper, et si Jenji Kohan était satisfaite, elle lui a demandé de faire des lectures pour le rôle d'Alex Vause et l'a choisie pour cela.
Pour la saison 3, Mary Steenburgen annonce sur son compte Twitter rejoindre la série, sans préciser son rôle.

## Production
En juillet 2011, il est révélé que Netflix est en négociation avec Lionsgate pour une adaptation télévisée de treize épisodes des mémoires de Piper Kerman avec pour créatrice Jenji Kohan. En novembre 2011, les négociations se terminent et la série obtient le feu vert de Netflix.
Le 27 juin 2013, la série est reconduite pour une deuxième saison de treize épisodes avant la diffusion du premier épisode.
Le 5 mai 2014, la série est renouvelée pour une saison trois.
En novembre 2014, Netflix met fin à tous les doublages de ses séries effectués au Québec. Les deux premières saisons ont été re-doublées en Europe.
La série est renouvelée pour une quatrième saison le 15 avril 2015 avant la diffusion de la troisième saison,.
Le 5 février 2016, la série est renouvelée pour les saisons 5, 6 et 7.
En avril 2017, les dix premiers épisodes de la cinquième saison ont été divulgués en ligne après que les épisodes ont été volés à une société de post-production non nommée. Le voleur a d'abord offert de retenir la fuite en échange du paiement de Netflix.
Le tournage de la saison 6 commence le 19 août 2017.

## Épisodes

### Deuxième saison (2014)
Le 27 juin 2013, Netflix a renouvelé la série pour une deuxième saison mise en ligne le 6 juin 2014.

### Troisième saison (2015)
La saison 3 est en ligne depuis le 12 juin 2015 sur Netflix.

### Cinquième saison (2017)
La saison 5 est en ligne depuis le 9 juin 2017 sur Netflix

### Sixième saison (2018)
La saison 6 est en ligne depuis le 27 juillet 2018 sur Netflix

### Septième saison (2019)
La saison 7 est en ligne depuis le 26 juillet 2019 sur la plateforme Netflix. Elle est la dernière de la série,.

## Musique
Deux types de musiques sont utilisés à travers les épisodes de la série : les musiques originales et les musiques additionnelles.

### Musiques originales de la série
La musique est un élément important et présent dans la série. Le thème d'ouverture est You've Got Time, composée et interprétée par Regina Spektor.

### Saison 1
La bande originale de la première saison a été commercialisée le 13 mai 2014. Elle contient 12 pistes.

### Saison 2
La bande originale de la deuxième saison a été commercialisée le 12 mai 2015. Elle contient 32 pistes jouées pendant la saison et est publiée par Varèse Sarabande.

## Accueil
| Saison | Saison | Réception critique | Réception critique |
| Saison | Saison | Rotten Tomatoes    | Metacritic         |
| ------ | ------ | ------------------ | ------------------ |
|        | 1      | 93 % (40 reviews)  | 79 (32 reviews)    |
|        | 2      | 98 % (42 reviews)  | 89 (31 reviews)    |
|        | 3      | 96 % (24 reviews)  | 83 (53 reviews)    |
|        | 4      | 95 % (39 reviews)  | 86 (19 reviews)    |
|        | 5      | 74 % (35 reviews)  | 67 (20 reviews)    |
|        | 6      | 87 % (23 reviews)  | 69 (14 reviews)    |

### Critique
Orange Is the New Black a reçu des critiques favorables. Sur la base des notes données par les utilisateurs de l'IMDb, la série entière a obtenu 8,1/10 pour environ 270 000 notes. La première saison a obtenu un score de 79/100 sur Metacritic sur la base de 31 critiques. Sur la base de données des séries d'Allociné, les spectateurs français lui ont attribué la note de 4,4/5 pour environ 6 000 notes. Rotten Tomatoes lui a attribué un score de 93 % avec une note moyenne de 8.2/10 sur la base de 40 critiques.
Hank Stuever, un critique du Washington Post, a écrit une critique favorable sur la série. Matt Roush de TV Guide a écrit que Netflix a enfin réussi à produire une série vraiment originale. Maureen Ryan du Huffington Post a écrit qu'Orange Is the New Black est l'une des meilleures nouvelles séries de l'année.
La deuxième saison a aussi reçu des critiques favorables. Sur Rotten Tomatoes, la série a reçu un score de 97 % avec une note moyenne de 9,1/10 sur la base de 35 critiques. Sur Metacritic, Orange Is the New Black a obtenu un score de 89/100 sur la base de 30 critiques.

### Audiences

#### France
| Saison | Épisode         | Date           | Téléspectateurs | PDM  | Réf    |
| ------ | --------------- | -------------- | --------------- | ---- | ------ |
| 1      | 1 à 4           | 3 février 2017 | 449 000         | 1,8% | [ 45 ] |
| 1      | 10 février 2017 |                |                 |      |        |
| 2      | 5 à 7           | 17 mars 2017   | 132 000         | 0,5% | [ 46 ] |
| 3      | 1 à 3           | 7 avril 2017   | 177 000         | 0,8% | [ 47 ] |

### DVD
| Saison | Saison | Épisodes | Mise en ligne   | Sorties DVD et Blu-ray | Sorties DVD et Blu-ray | Sorties DVD et Blu-ray | Studio                              |
| Saison | Saison | Épisodes | Mise en ligne   | Zone 1                 | Zone 2                 | Zone 4                 | Studio                              |
| ------ | ------ | -------- | --------------- | ---------------------- | ---------------------- | ---------------------- | ----------------------------------- |
|        | 1      | 13       | 11 juillet 2013 | 13 mai 2014            | 19 mai 2014            | 20 mai 2014            | Lions Gate Films Home Entertainment |
|        | 2      | 13       | 6 juin 2014     | 19 mai 2015            | 18 mai 2015            | 20 mai 2015            | Lions Gate Films Home Entertainment |
|        | 3      | 13       | 12 juin 2015    | 17 mai 2016            | 16 mai 2016            | 20 mai 2015            | Lions Gate Films Home Entertainment |
|        | 4      | 13       | 17 juin 2016    | 9 mai 2017             | 8 mai 2017             | 8 mai 2017             | Lions Gate Films Home Entertainment |
|        | 5      | 13       | 9 juin 2017     | 12 juin 2018           | indéterminé            | indéterminé            | Lions Gate Films Home Entertainment |
|        | 6      | 13       | 27 juillet 2018 | indéterminé            | indéterminé            | indéterminé            | Lions Gate Films Home Entertainment |

## Distinctions

### Récompenses
- American Film Institute Awards 2013 :
  - top 10 des meilleures séries télévisées de l'année
- Critics' Choice Television Awards 2014 :
  - Meilleure série comique
  - Meilleure actrice dans un second rôle dans une série télévisée comique : Kate Mulgrew
  - Meilleure invité dans une série comique pour Uzo Aduba
- Satellite Awards 2014 :
  - Meilleure distribution pour une série télévisée
  - Meilleure série musicale ou comique
  - Meilleure actrice dans une série musicale ou comique pour Taylor Schilling
  - Meilleure actrice dans un second rôle dans une série télévisée pour Laura Prepon
- People's Choice Awards 2014 :
  - Série en streaming favorite
- Television Critics Association Awards :
  - Meilleure nouvelle série
- GLAAD Media Awards 2014 :
  - Meilleure série télévisée comique
- Screen Actors Guild Awards 2015 : 
  - Meilleure actrice dans une série comique pour Uzo Aduba
  - Meilleure distribution pour une série comique
- Primetime Emmy Awards 2015 : 
  - Meilleure actrice dans un second rôle pour Uzo Aduba

### Nominations
- 2014
  - Critics' Choice Television Awards :
    - Meilleure actrice dans un second rôle dans une série télévisée comique : Laverne Cox

  - Golden Globes
    - Meilleure actrice dans une série télévisée dramatique pour Taylor Schilling

  - Grammy Awards
    - Meilleure chanson écrite pour les médias visuels : You've Got Time de Regina Spektor

  - Primetime Emmy Awards
    - Meilleure série télévisée comique
    - Meilleure actrice dans une série télévisée comique pour Taylor Schilling
    - Meilleure actrice dans un second rôle dans une série télévisée comique pour Kate Mulgrew
    - Meilleure actrice invitée dans une série télévisée comique pour Uzo Aduba, Laverne Cox et Natasha Lyonne
    - Meilleure réalisation pour une série télévisée comique pour Jodie Foster pour l'épisode Lesbian Request Denied
    - Meilleur scénario pour une série télévisée comique pour Liz Friedman et Jenji Kohan pour l'épisode I Wasn't Ready
    - Meilleure distribution pour une série télévisée comique

  - Satellite Awards 2014
    - Meilleure actrice dans un second rôle dans une série télévisée pour Uzo Aduba

  - Television Critics Association Awards
    - Série de l'année

  - Writers Guild of America Awards
    - Meilleure série télévisée comique
    - Meilleure nouvelle série télévisée
    - Meilleur épisode comique pour Sian Heder pour l'épisode Lesbian Request Denied
    - Meilleur épisode comique pour Liz Friedman et Jenji Kohan pour l'épisode Pilot